# اوتونه
اوتونه (به ایتالیایی: Ottone) یک کومونه در ایتالیا است که در استان پیاچنزا واقع شده‌است. اوتونه ۹۸٫۴۱ کیلومتر مربع مساحت و ۵۱۶ نفر جمعیت دارد و ۵۱۰ متر بالاتر از سطح دریا واقع شده‌است.